# Bykowice
Bykowice (deutsch Beigwitz) ist eine Ortschaft der Landgemeinde Pakosławice in Polen. Sie liegt im Powiat Nyski (Kreis Neisse) in der Woiwodschaft Opole.

## Geographie

### Geographische Lage
Das Straßendorf Bykowice liegt im Südwesten der historischen Region Oberschlesien. Der Ort liegt etwa fünf Kilometer südwestlich des Gemeindesitzes Pakosławice, etwa sieben Kilometer nördlich der Kreisstadt Nysa und etwa 50 Kilometer südwestlich der Woiwodschaftshauptstadt Opole.
Bykowice liegt in der Nizina Śląska (Schlesische Tiefebene) innerhalb der Równina Grodkowska (Grottkauer Ebene). Der Bahnhof Myśliczyn liegt an der Bahnstrecke Nysa–Brzeg. Südlich des Dorfes fließt die Cielnica (Tellnitz), ein linker Zufluss der Glatzer Neiße.

### Nachbarorte
Nachbarorte von Bykowice sind im Nordosten Reńska Wieś (Reinschdorf) und der Gemeindesitz Pakosławice (Bösdorf), im Osten Strobice (Stuwitz), im Süden Hanuszów (Hannsdorf), Regulice (Rieglitz) und Sękowice (Sengwitz) sowie im Nordwesten Goszowice (Kuschdorf).

## Geschichte

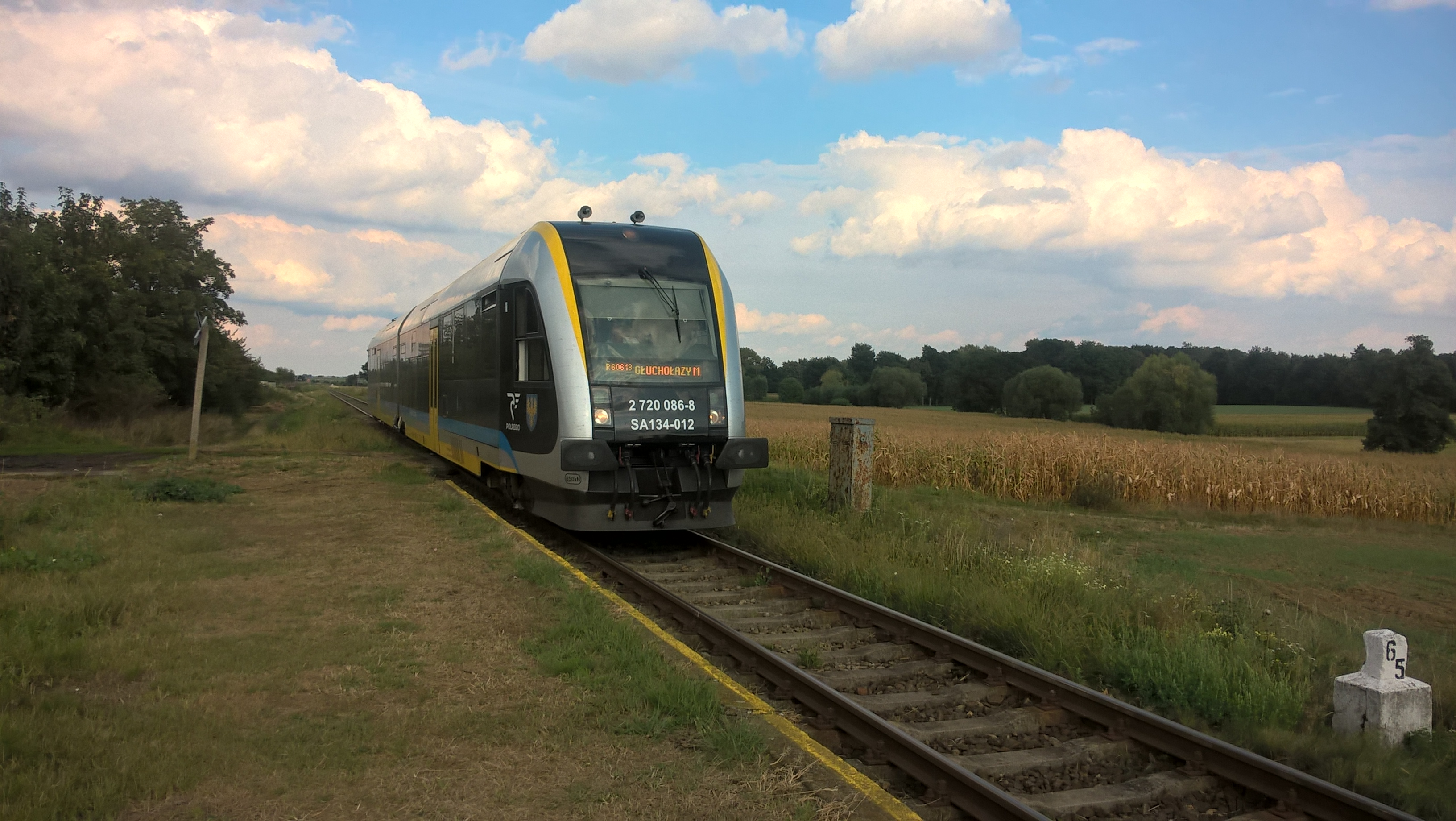
Bahnstation Myśliczyn in Bykowice

In dem Werk Liber fundationis episcopatus Vratislaviensis aus den Jahren 1295–1305 wird der Ort erstmals als Bycovicz erwähnt. 1305 erfolgte eine Erwähnung als Bycowicz sowie 1371 als Zenkowicz.
Nach dem Ersten Schlesischen Krieg 1742 fiel Beigwitz mit dem größten Teil Schlesiens an Preußen.
Nach der Neuorganisation der Provinz Schlesien gehörte die Landgemeinde Beigwitz ab 1816 zum Landkreis Neisse im Regierungsbezirk Oppeln. 1845 bestanden im Dorf eine Kapelle, eine katholische Schule und 31 weitere Häuser. Im gleichen Jahr lebten in Beigwitz 193 Menschen, allesamt katholisch. 1855 lebten 201 Menschen im Ort. 1865 bestanden im Dorf eine Scholtisei, 10 Bauernhöfe, 2 Gärtner- und 9 Häuslerstellen. Die katholische Schule wurde im gleichen Dorf von 137 Schülern besucht. 1874 wurde der Amtsbezirk Bösdorf gegründet, welcher aus den Landgemeinden Beigwitz, Bösdorf, Rieglitz, Sengwitz und Struwitz und dem Gutsbezirk Sengwitz bestand. 1885 zählte Beigwitz 188 Einwohner.
1933 lebten in Beigwitz 192 sowie 1939 168 Menschen. Bis 1945 befand sich der Ort im Landkreis Neisse.
1945 kam Beigwitz unter polnische Verwaltung und wurde in Bykowice  umbenannt. 1950 kam Bykowice zur Woiwodschaft Opole. Mit Abschluss des Zwei-plus-Vier-Vertrages im Jahr 1991 endete die völkerrechtliche Verwaltung des Ortes und er wurde Teil Polens. 1999 kam der Ort zum wiedergegründeten Powiat Nyski.

## Sehenswürdigkeiten
- Gutshof Beigwitz – Zweigeschossiger Backsteinbau aus dem 19. Jahrhundert[8]

## Persönlichkeiten
- Anton Leopold Allnoch (1806–1888) – deutscher Politiker und Mitglied des Reichstages; verstarb in Beigwitz